# Timothy Creamer
Timothy « TJ » Creamer, né le 15 novembre 1959, est un astronaute de la NASA et est colonel dans l'armée américaine. Il est né à Huachuca City. Il est marié à Margaret E. Hammer et a deux enfants.

## Carrière d'astronaute
Timothy « TJ » Creamer a intégré la NASA en juillet 1995 : à ses débuts il est affecté au Centre spatial Johnson en tant qu'ingénieur sur les tests d'intégration de la navette spatiale américaine. Ses missions principales sont d'assurer la coordination des équipes chargées des opérations de lancement et d'atterrissage de la navette. Il a été fortement impliqué dans les tests intégrées des systèmes pour chaque navette spatiale pour leurs préparations pour le prochain vol et il a directement pris en charge huit missions de la navette en tant que chef des équipes de test d'intégration. Il est responsable des équipes de test d'intégration de 8 missions. Il prend par ailleurs en charge la mise en œuvre des technologies de l'information au sein du bureau des astronautes et contribue à faciliter l'utilisation de la messagerie électronique dans tous les centres spatiaux de la NASA.
Sélectionné par la NASA en juin 1998, TJ Creamer intègre la formation de candidats astronautes en août 1998. Après avoir terminé les deux premières années de formation intensive aux vols sur la navette spatiale et la station spatiale, il est affecté à des fonctions techniques au service de la station spatiale internationale du bureau des astronautes : ses principales fonctions portent sur les ordinateurs chargés du pilotage de la station spatiale, la gestion bureautique du bureau des astronautes, les applications de logistique du bureau et la gestion du réseau informatique y compris avec les partenaires internationaux.
Début novembre 2000, Creamer est nommé en tant qu'astronaute chargé d'assister l'équipage de l'expédition 3 qui va séjourner dans la station d'août 2001 à décembre 2001. Il est le contact principal pour tous les besoins de l'équipage et assure la coordination et la planification.
À partir de mars 2002, Creamer dirige la Section Intégration de matériel de la direction de la station spatiale, il est responsable de toutes les configurations de matériel, et est chargé de s'assurer que tous les besoins opérationnels du futur matériel ont bien été prises en charge.
En octobre 2004, il représente et coordonne pour toutes choses relatives aux technologies de l'information sur orbite.
Il est ensuite affecté à la direction de la robotique où il est le correspondant des partenaires internationaux pour tout ce qui relève des stations de travail des bras robotisés, du système de pilotage de la station et des interfaces utilisateur. En outre, il est responsable de l'équipe chargé de l'assistance de l'expédition 12 pour tout ce qui relève de la robotique.
Affecté aux expéditions 22 et 23 de la station spatiale internationale, il la rejoint dans une capsule Soyouz le 20 décembre 2009. Il a séjourné dans la station durant six mois en tant qu'ingénieur de vol.